# Araneus gibber
Araneus gibber là một loài nhện trong họ Araneidae.
Loài này thuộc chi Araneus. Araneus gibber được Octavius Pickard-Cambridge miêu tả năm 1885.